# رضا قوجة أوغلي
رضا قوجة أوغلي (بالتركية: Rıza Kocaoğlu)‏ (19 مارس 1979، إزمير)، هو ممثل سينمائي وتلفزيوني تركي، بدأت مسيرته المهنية سنة 2001. له أعمال كثيرة أولها «تمنى لي الحظ» (بالتركية: Bana Şans Dile)‏، وقام بدور قاتل مأجور في مسلسل «أزل»، ومثّـل جانب كيفانش تاتليتوغ في مسلسل «عودة مهند»، وكان بجانب الممثل كنعان إميرزالي أوغلي في مسلسل «القبضاي» الذي دُبلج إلى العربية، كما شارك في مسلسل «في الداخل» بدور داؤود، ودور عليشو في مسلسل «الحفرة».

## الجوائز
- جائزة مسرح صدري ألشيك عن فئة أنجح ممثل لهذا العام (الليلة التي تسبق الغابة).[1]2015
- جائزة نقاد المسرح عن فئة أنجح ممثل لهذا العام (الليلة التي تسبق الغابة).
- جائزة مهرجان الفانوس السحري عن فئة أفضل ممثل (تمنى لي الحظ).[2]

## روابط خارجية
- رضا قوجة أوغلي على موقع IMDb (الإنجليزية)
- رضا قوجة أوغلي على موقع ألو سيني (الفرنسية)
- رضا قوجة أوغلي على موقع قاعدة بيانات الفيلم (الإنجليزية)
- رضا قوجة أوغلي على موقع كينوبويسك (الروسية)